# KSZO Ostrowiec Świętokrzyski
KSZO Ostrowiec Świętokrzyski (polskt uttal: [ˈkʂɔ ɔsˈtrɔvʲɛt͡s ɕfʲɛntɔˈkʂɨskʲi]) är en polsk fotbollsklubb i Ostrowiec Świętokrzyski i centrala Polen, grundad den 11 augusti 1929. Klubben har de senaste åren spelat i Polens näst högsta fotbollsliga, men har även spelat tre säsonger i den högsta ligan (1997/98, 2001/2002 och 2002/2003).

## Spelare

### Nuvarande laguppställning[2]
| Nr | Land  | Pos | Namn                |
| -- | ----- | --- | ------------------- |
| 1  | Polen | MV  | Stanisław Wierzgacz |
| 2  | Polen | MF  | Mateusz Madej       |
| 4  | Polen | F   | Michał Stachurski   |
| 5  | Polen | MF  | Rafał Gil           |
| 7  | Polen | MF  | Mateusz Mianowany   |
| 8  | Polen | MF  | Fabian Burzyński    |
| 8  | Polen | A   | Kamil Dziadowicz    |
| 10 | Polen | MF  | Kamil Bełczowski    |
| 11 | Polen | A   | Łukasz Jamróz       |
| 12 | Polen | MV  | Karol Krupa         |
| 14 | Polen | F   | Dariusz Pietrasiak  |
| 15 | Polen | MF  | Damian Nogaj        |
| 16 | Polen | MF  | Tomasz Persona      |

| Nr | Land  | Pos | Namn                |
| -- | ----- | --- | ------------------- |
| 17 | Polen | MF  | Radosław Mikołajek  |
| 18 | Polen | MF  | Paweł Czajkowski    |
| 19 | Polen | MF  | Mateusz Mąka        |
| 20 | Polen | F   | Kamil Sołtykiewicz  |
| 21 | Polen | A   | Michał Grunt        |
| 22 | Polen | F   | Klaudiusz Łatkowski |
| 23 | Polen | F   | Mateusz Podstolak   |
| 25 | Polen | MF  | Jakub Kapsa         |
| 26 | Polen | F   | Damian Mężyk        |
| 26 | Polen | F   | Patryk Cheba        |
|    | Polen | MF  | Piotr Ferens        |
|    | Polen | MF  | Dominik Cheba       |

### Kända spelare (som spelat i klubben)
| - Sławomir Adamus - Sergio Batata - Arkadiusz Bilski - Dariusz Brytan - Mirosław Budka - Przemysław Cichoń - Cezary Czpak - Jacek Dąbrowski - Tomasz Dymanowski - Piotr Gierczak - Marek Graba - Sunday Ibrahim - Janusz Jojko | - Mariusz Jop - Marcin Kaczmarek - Paweł Kaczorowski - Maxwell Kalu - Krystian Kanarski - Andrzej Kobylański - Kamil Kosowski - Tadeusz Krawiec - Rafał Lasocki - Wojciech Małocha - Arkadiusz Miklosik - Benedykt Nocoń - Waldemar Piątek | - Dariusz Pietrasiak - Aidas Preikšaitis - Hubert Robaszek - Maciej Rogalski - Artur Sarnat - Marek Sokołowski - Davor Tasić - Rafał Wójcik - Gaszczyn Wołodia - Marcin Wróbel - Tomasz Żelazowski |